# معركة إفراغة
معركة إفراغة (بالإسبانية: Batalla de Fraga)‏ هي معركة وقعت في 17 يوليو 1134 م/23 رمضان 528 هـ تحت أسوار إفراغة في الثغر الأعلى، بين قوات مملكة أراغون بقيادة الملك ألفونسو الأول والجيوش المرابطية التي أتت لنجدة بلدة إفراغة المحاصرة من قبل الملك ألفونسو الأول، وأسفرت عن انتصار المرابطين، ووفاة ألفونسو الأول حسرةً بعد المعركة بوقت قصير.

## المعركة
في شعبان 527 هـ/يونيه 1133 م، شن ألفونسو المحارب حملة لانتزاع الأراضي الواقعة في مثلث ما بين نهري سينكا وسغري وحتى مرفأ طرطوشة مصب نهر إبرة في البحر المتوسط، فبدأ بالزحف على مكننسة، ودخلها بعد مقاومة عنيفة، ثم توجّه منها إلى إفراغة وحاصرها. استنجدت حامية المدينة بالحاميات المرابطية لمجاورة، فهرع الزبير بن عمرو اللمتوني والي قرطبة في 2,000 فارس، ويحيى بن غانية والي بلنسية ومرسية في 500 فارس، وعبد الله بن عياض والي لاردة في 200 فارس لنجدة إفراغة. قاومت حامية إفراغة بقيادة سعد بن محمد بن مردنيش أشد مقاومة، مما زاد من إصرار ألفونسو على اقتحامها، ثم نشبت معركة حامية تحت أسوار إفراغة بين قوات المرابطين وقوات قشتالة، شارك فيها نحو 10,000 فارس مرابطي، أمام 12,000 فارس قشتالي. وهُزم فيها القشتاليين هزيمة نكراء في 23 رمضان 528 هـ/17 يوليه 1134 م، مات بعدها ألفونسو غمًّا بأيام.
نظم الشاعر أبو جعفر بن وضاح المرسي في وقعة إفراغة، ومديح ابن غانية قصيدة يقول فيها: